# ブラドック/地獄のヒーロー3
『ブラドック/地獄のヒーロー3』（Braddock: Missing in Action III）は、1988年のアメリカ映画。アクション映画。シリーズ原題の「Missing in Action」とは軍隊用語で『作戦行動中行方不明』または『戦闘中行方不明』を表し、MIAとも略される。『地獄のヒーロー』シリーズ三部作の完結編。チャック・ノリスの実弟、アーロン・ノリスの監督デビュー作。

## ストーリー
1975年ベトナム戦争末期、陥落直前のサイゴンにて“フリークエント・ウィンド作戦”の騒乱のなか、アメリカ兵・ブラドック大佐の妻リンの住むアパートが北ベトナム軍からの砲撃を受け瓦礫と化した。
ブラドックは黒こげの遺体を直視できぬまま、遺体をリンと思い込み深い悲しみに打ちひしがれながら最後の撤退作戦に全力で当たるのだった。
時は流れ、十数年後のワシントン、退役したブラドックのもとに、ポランスキーと名乗る牧師が現れ驚くべきことを告げる。
「私はアメリカ兵とベトナム人女性とのあいだに生まれた子供達を救うため孤児院を運営しています」「リンという女性がいます。息子もおります」　その直後、ブラドックはCIAに連行され、旧知の諜報員リトル・ジョンから奇妙な質問を受ける 「牧師から馬鹿な話を聞かなかったか？」と。 「馬鹿な話だと？」 ポランスキーの言葉を信じていなかったブラドックだったが、ジョンの詰問によって逆に牧師の言葉が真実だと確信する。 「間違えたな…ジョン」 
アメリカの外交圏外の事柄であり、また以前の政府間交渉を無視したブラドックの強行なMIA救出実績への危惧からジョンは、「何もするな」 とブラドックへ問題への関与を制止するのだった。
政府やCIAの協力を得られないと悟った彼は、再びベトナムへ単身乗り込むことを決意し渡航する。
先ずはバンコクへ飛び、旧友ミックに搭乗機と武装の調達を依頼。行く手を阻むべき追って来たCIAを、激しいカーチェイスの末にかわし、さらに航空機からパラシュート降下した自身とジェットボートによって湾岸警備隊を振り切り、海上からベトナム潜入を果たす。
そして、ポランスキーと合流し案内された貧民街のバラック小屋で妻子と再会するブラドック。感涙する妻リンをよそに、突如現れた（自分を捨てた）父を戸惑いと憎悪の目で見つめる息子ヴァン。一方、ブラドックのベトナム入国をいち早くキャッチした、かつての宿敵クック将軍は、兵士達を引き連れブラドックらを取り囲んでいた。クック将軍との戦いの旅路で、ブラドックはヴァンとの失われた親子の絆を取り戻すことができるか？

## スタッフ
- 製作： メナハム・ゴーラン、ヨーラン・グローバス
- 監督： アーロン・ノリス
- 脚本： ジェームス・ブルーナー、チャック・ノリス
- キャラクター原案： スティーヴ・ビング、ラリー・レヴィンソン、アーサー・シルヴァー
- 音楽： ジェイ・チャタウェイ

## 出演
| 役名                       | 俳優                       | 日本語吹替 |
| -------------------------- | -------------------------- | ---------- |
| ジェームス・ブラドック大佐 | チャック・ノリス           | 小林清志   |
| クック将軍                 | アキ・アレオン             | 樋浦勉     |
| ヴァン・タン・カン         | ローランド・ハラー3世      | 亀井芳子   |
| リン・タン・カン           | ミキ・キム                 | 横尾まり   |
| ポランスキー牧師           | イエーダ・エフローニ       | 大宮悌二   |
| ミック                     | ロン・バーカー             | 神山卓三   |
| ダンカン将軍               | フロイド・レヴィン         | 寺島幹夫   |
| リトル・ジョン             | ジャック・レーダー         |            |
| トゥイ                     | メリンダ・ベトロン         |            |
| CIAエージェント            | リック・プリエト           |            |
| CIAエージェント            | ジャン・マイケル・シュルツ |            |
| 大使館の門番長             | キース・デイヴィッド       |            |
| 大使館の門番               | ロバート・ジョシヒム       |            |
| 大使館長官                 | トゥイ・リエン・サモラ     |            |
| リンの友人                 | ピタ・リボロ               |            |

- 日本語吹替 - 初放送 『ゴールデン洋画劇場』（フジテレビ、1991年8月3日）

翻訳： 武満眞樹   演出： 清水勝則   日本語版制作： ザック・プロモーション
その他の声の出演： 上田敏也、大滝進矢、島香裕、茶風林、吉村よう、古田信幸、大友龍三郎、星野充昭、色川京子、吉田美保、中澤やよい、鈴木祐子